# Параизу-ду-Норти
Параизу-ду-Норти (порт. Paraíso do Norte) — муниципалитет в Бразилии, входит в штат Парана. Составная часть мезорегиона Северо-запад штата Парана. Входит в экономико-статистический микрорегион Паранаваи. Население составляет 10 378 человек на 2006 год. Занимает площадь 204,565 км². Плотность населения — 50,7 чел./км².

## Статистика
- Валовой внутренний продукт на 2003 год составляет 59 034 275,00 реалов (данные: Бразильский институт географии и статистики).
- Валовой внутренний продукт на душу населения на 2003 год составляет 5853,67 реалов (данные: Бразильский институт географии и статистики).
- Индекс развития человеческого потенциала на 2000 год составляет 0,763 (данные: Программа развития ООН).